# Edmund Nadolski
Edmund Konstanty Nadolski (ur. 7 października 1924 w Poznaniu, zm. 3 sierpnia 2000 tamże) – polski działacz turystyczny i krajoznawczy, publicysta krajoznawczy i historyczny, dziennikarz, redaktor, pracownik Miejskiego Przedsiębiorstwa Komunikacyjnego w Poznaniu.

## Życiorys
Jego rodzicami byli Mieczysław i Klara. Od 1947 do 1951 pracował w Wydziale Konsumów Wojewódzkiego Urzędu Bezpieczeństwa Publicznego w Poznaniu. Od 1956 był członkiem Polskiego Towarzystwa Turystyczno-Krajoznawczego, od 1968 honorowym przewodnikiem po Poznaniu, a od 1978 instruktorem krajoznawstwa regionu. W 1978 wybrano go na członka Wojewódzkiej Komisji Krajoznawczej. Przez wiele lat był wiceprzewodniczącym Krajowej Komisji Krajoznawczej. Od 1980 był działaczem Wielkopolskiego Klubu Publicystów Krajoznawczych PTTK (do 1994 był wiceprzewodniczącym tej organizacji). W latach 80. XX wieku został redaktorem czasopisma „Wielkopolska”, a potem członkiem kolegium redakcyjnego. Zasiadał również w kolegium redakcyjnym czasopisma „Wielkopolski Turysta”. Pisał artykuły krajoznawcze w „Gazecie Poznańskiej”, „Expressie Poznańskim”, a także „Kronice Miasta Poznania”. Był współzałożycielem (1973) i dziennikarzem czasopisma zakładowego „Z Życia MPK Poznań”. Prowadził tu cykle historyczne „Z okien tramwaju”, „MPK na starej fotografii” oraz „Czy wiecie, że...”.
Był współredaktorem Słownika Krajoznawczego Wielkopolski, recenzentem Wielkiej Księgi Miasta Poznania, autorem audycji radiowych i programów telewizyjnych (np. Poznań nieznany). Wydał przewodnik Przechadzki po Poznaniu, a także opracował monografię MPK Poznań na stulecie tego przedsiębiorstwa (1980).
Działał także w Klubie Sportowym Surma (był w nim sekretarzem). Zakładał poznańskie środowisko rugby i był członkiem zarządu okręgu. Pozostawał członkiem Aeroklubu Poznańskiego. Miał uprawnienia pilota szybowcowego. Był także działaczem bokserskim oraz sekcji motorówek w Klubie Sportowym Grunwald Poznań.
Pochowany został na cmentarzu Górczyńskim w Poznaniu (pogrzeb odbył się 8 sierpnia 2000).

## Odznaczenia
Został odznaczony m.in.:
- Odznaką Honorową Miasta Poznania,
- Honorową Odznaką Miłośnika Miasta Poznania,
- Odznaką honorową „Za Zasługi w Rozwoju Województwa Poznańskiego”,
- Medalem Miłośnika Miasta Poznania,
- Złotą Odznaką Miłośnika Miasta Poznania,
- Nagrodą im. Edwarda Raczyńskiego[3].